# Hej Hej!
Hej Hej! – trzeci singel Darii Zawiałow wydany w maju 2019 promujący album Helsinki.

## Notowania

### Listy airplay
| Autor                           | Notowanie         | Najwyższa pozycja |
| ------------------------------- | ----------------- | ----------------- |
| Związek Producentów Audio-Video | AirPlay – Top     | 1                 |
| Związek Producentów Audio-Video | AirPlay – Nowości | 1                 |

### Listy przebojów
| Autor                     | Notowanie (2019)            | Najwyższa pozycja |
| ------------------------- | --------------------------- | ----------------- |
| RMF FM                    | POPlista                    | 1                 |
| Radia ZET                 | Lista przebojów Radia ZET   | 1                 |
| Polskie Radio Program III | Lista Przebojów Trójki      | 1                 |
| RMF Maxxx                 | Hop Bęc                     | 1                 |
| Radio Poznań              | Lista przebojów             | 1                 |
| Radio PiK                 | Lista Przebojów             | 1                 |
| Radio Szczecin            | Szczecińska lista przebojów | 1                 |

## Sukces komercyjny
Piosenka dotarła do 1. miejsca na liście AirPlay, najczęściej odtwarzanych utworów w polskich stacjach radiowych i utrzymała się na liście przebojów przez 4 tygodnie z rzędu. Ponadto singel został w Polsce wyróżniony  podwójnym platynowym certyfikatem.

## Certyfikaty
| Państwo       | Status             | Sprzedaż |
| ------------- | ------------------ | -------- |
| Polska (ZPAV) | 2× Platynowa płyta | 40 000   |